# Alexej Manvelov

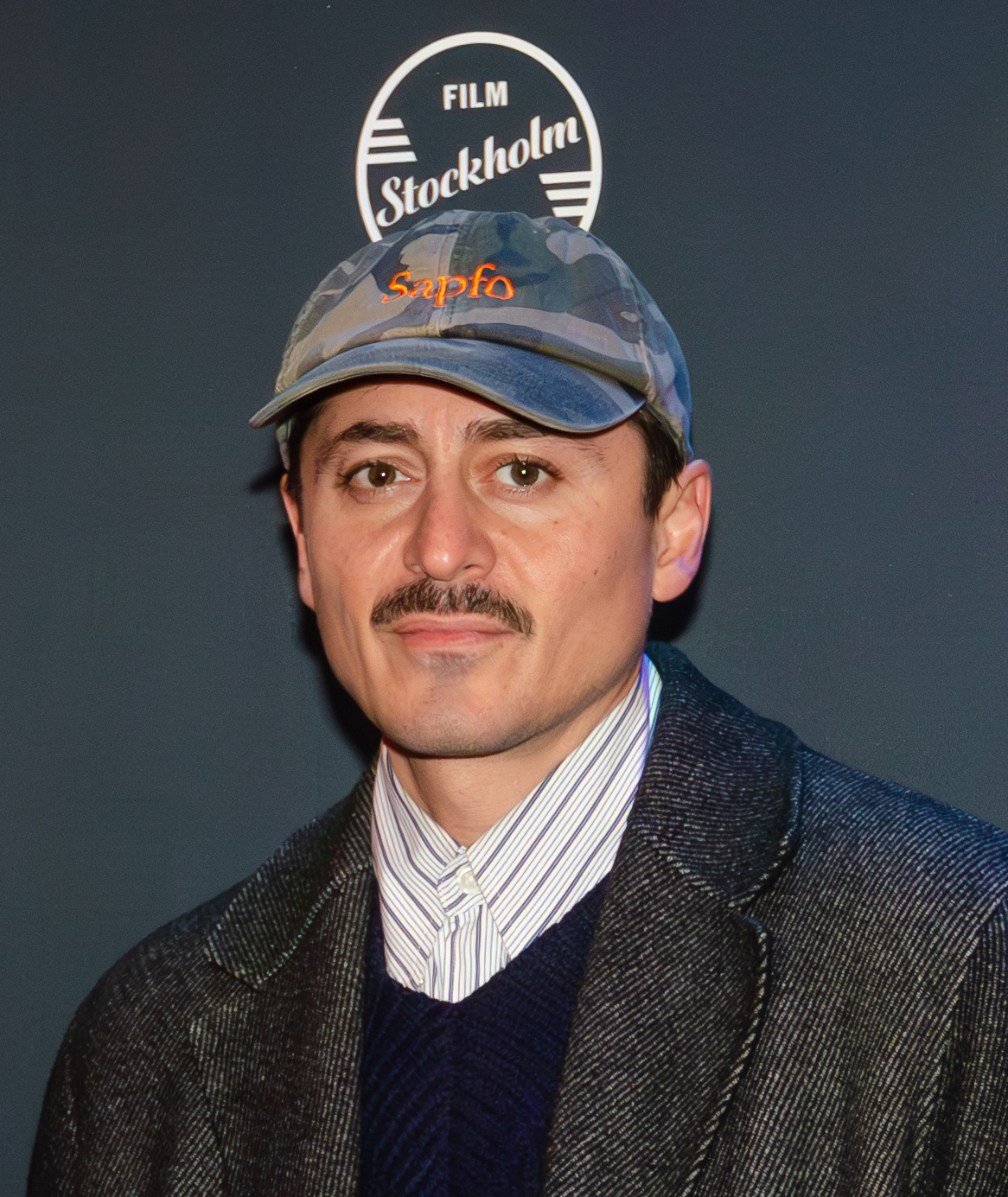
Alexej Manvelov (2023)

Alexej Manvelov (* 31. März 1982 in Moskau, Russland) ist ein russisch-schwedischer Schauspieler. Im deutschen Fernsehen ist er bekannt aus den Serien Hanna Svensson und Hidden Agenda.

## Biografie
Manvelov wurde in Moskau geboren. Seine Mutter war Russin und sein Vater ein Kurde aus Syrien.
Er zog mit seiner Familie von Russland nach Schweden, als er zehn Jahre alt war. Er wuchs auf in Ljungsbro und Linköping. Er arbeitete im Baugewerbe, während er sich nebenbei auf Schauspielangebote bewarb.
Manvelov besitzt die schwedische und die russische Staatsbürgerschaft.

## Filmografie (Auswahl)
- 2009 – Johan Falk
- 2015 – Kommissar Beck – Die neuen Fälle, Die Invasion –  Jamil
- 2015 – Arne Dahl, Totenmesse
- 2016 – Hingsten
- 2017 – 2019 Hanna Svensson (Innan vi dör) – Davor
- 2017 – Jordskott – Die Rache des Waldes – Dr Parker
- 2018 – Stockholm Requiem (Sthlm Rekviem)
- 2019 – Chernobyl – Garo
- 2020 – Hidden Agenda (Top Dog) – Teddy
- 2022 – Tom Clancy’s Jack Ryan (Fernsehserie, 3. Staffel)
- 2023 – Eineinhalb Tage – Artan
- 2025 – Department Q (Dept. Q, Fernsehserie)